# Jan Gudmand-Høyer
Jan Gudmand-Høyer (født 6. februar 1936 i København, død 6. marts 2017 i Farum) var en dansk arkitekt uddannet ved Københavns Kunstakademi og Harvard University, USA, hovedsagelig kendt som skaberen af bofællesskaber. 
Han har stået for opførelsen af over 50 bofællesskaber i både Danmark og USA. Det første der blev planlagt, var Skråplanet i Jonstrup ved Furesø kommune der stod opført i 1973.

## Biografi
Jan Gudmand-Høyer beskæftigede sig med opgaver ud over det gængse, især alternative boligformer. Primært bofællesskaber som han udviklede siden 1960erne både ved at skrive om dem, i sin undervisning og ikke mindst i sin arkitektpraksis. Jan Gudmand-Høyer har lagt stor vægt på brugernes medvirken i projekteringsfasen. Boligerne er derigennem ofte blevet et alternativ til de traditionelle boligtyper. Dette har skabt interesse over store dele af verden, hvor Jan Gudmand-Høyer har været konsulent ved opførelserene. 
I 1970 udstillede han på Charlottenborg en strategi for fire generationers bofællesskab, og sådanne blev realiseret både i Østerhøj og Egebjerg af Ballerup Kommune i årene efter 1985. Det har inspireret til nye bydannelser bl.a. i Australien, USA og Canada.

## Uddannelse
Student Metropolitanskolen 1955; Københavns Kunstakademi., ark.sk. 1955-60; Harvard University, USA 1960-61.

## Stillinger og hverv
Ans. hos Henning Larsen 1962-63; hos Jørn Utzon 1963-65; tegnestue s.m. Ebbe Melgaard, Karl Aage Henk og Arne Arcel 1965-67; egen tegnestue fra 1967; Undervisningsass. ved Kunstakad. Kbh., ark.sk. 1965; censor KE 1970; kursusleder ved HABITAT, Bruxelles 1971; samme, Liverpool 1981; ved Kunstakad. Kbh. 1975-78; lektor i bygningskunst s.m. Angels Colom: Colom & Gudmand-Høyer tegnestue fra 1985.  forskningsadjunkt , smst. 1986; byplankons. for ny idealby på Vancouver Island, Brit. Columbia.

## Stipendier og udmærkelser
Harvard Scholarship, Fullbright Scholarship 1960; EF-pr. 1991; Glulam Award 1994 (Vingehuset, Ballerup).

## Udstillinger
Charl. Forår 1970; Archibo, Ishøj 1970; HABITAT, Bruxelles 1971; Mød arkitekten, Louisiana 1979; Ark.foren. udst. på Stat. Mus. for Kunst 1980; HABITAT, Liverpool 1981; Int. Housing Conf., Glasgow 1987; New Arch., East Killsbride, England 1991; Breaking down the Walls, North American Co-Housing Assoc., Colorado, USA 1993.

## Værker
Bofællesskabet Skråplanet (1963-73); sommerhus, Ordrup Næs (1964); Z-husene, Ishøj (1970); Skand. Miljøcenter, Kokkedal (1973); bofællesskabet Trudeslund, Birkerød (1976-78); bofællesskabet Æblevangen Arkiveret 31. januar 2020 hos  Wayback Machine, Smørum (1976- 78, s.m. Bymidtens ark.kontor); bofællesskabet Jernstøberiet Arkiveret 31. januar 2020 hos  Wayback Machine, Himmelev ved Roskilde, Furesøbad (1979-80, s.m. Jes Edvars). Sammen med Angels Colom; Lokalplan og byg. af udstillingsbyerne Egebjerg og Østerhøj, Ballerup, (1990, 1.pr. 1985); Baldersbo og 2.etape Østerhøj, smst. bofællesskabet Kilen Arkiveret 31. januar 2020 hos  Wayback Machine (1988-91); Søbredden og Egebjerggård II og III, smst.; Vingehuset, smst. (1989, s.m. billedh. Niels Guttormsen); Forsamlingshus Kirke-Værløse Kirke, Kirke-Værløse (1992); renov. af Westend, Kbh. Projekter: Robert Jacobsen mus. (1963); værkstedsby og indkøbscenter, Værløse (1963-66); eksperimentalsk., Brovst (1967); Farum bofællesskab, kollektivboliger med fællesanlæg og overdækket gaderum (1968-69); udbygning af RUC, 5. etape (1970-73); Roskilde Østby (1974). Sammen med Angels Colom: Kirkegård og kapel i Igualada, Catalonien (1981); ferieby på Barbados (1981-83).